# Stockhausen (Eisenach)
Stockhausen is een dorp in de Duitse gemeente Eisenach in  Thüringen. 
Het ligt in het uiterste oosten van Eisenach, en grenst aan Großenlupnitz in de  gemeente Hörselberg-Hainich.
De naam komt al voor in een oorkonde uit 1043. In 1994 werd het dorp samengevoegd met de stad Eisenach.